# Habitatge al carrer Pintora Lola Bech, 1 (Tossa de Mar)
L'edifici situat al Carrer Pintora Lola Bech, 1 és una obra del municipi de Tossa de Mar (Selva) inclosa en l'Inventari del Patrimoni Arquitectònic de Catalunya.

## Descripció
És un edifici de tres plantes, entre mitgeres, cobert amb una teulada d'una sola aigua de vessant a façana. L'edifici està ubicat al costat esquerre del carrer Pintora Lola Bech. La façana principal és la que dona al carrer Pintora Lola Bech i està estructurada internament basant-se en dues crugies. La planta baixa consta de dues obertures: per una banda tenim una finestra quadrangular coberta amb un enrreixat de ferro forjat, mentre que per l'altra, el gran portal d'accés rectangular equipat amb una gran llinda monolítica i muntants de pedra ben treballats i escairats. En la llinda es pot llegir la data de "1 7 8 4" i entremig un símbol amb una creu en la part superior.
En el primer pis trobem dues obertures de similar tipologia, és a dir dues finestres rectangulars amb llinda monolítica, muntants de pedra i ampit treballat. El segon pis, que executaria de ben segur les tasques de golfes o altell, s'ha projectat en la façana en format de badius amb quatre arcs de mig punt que comparteixen un ampit continu i corregut. Tanca l'edifici en la part superior un ràfec prominent format per sis fileres: la primera de rajola plana, la segona de teula, la tercera de rajola plana, la quarta de rajola en punta de diamant, la cinquena de rajola plana i la sisena de teula girada.